# Zespół uzdrowiskowy w Jastrzębiu-Zdroju
Zespół uzdrowiskowy w Jastrzębiu-Zdroju – zespół dawnych obiektów sanatoryjnych leżących na terenie osiedla Zdrój w Jastrzębiu-Zdroju. Część obiektów ma status zabytków nieruchomych województwa śląskiego, część zabytków w gminnej ewidencji zabytków. W 1994 roku zakończono działalność uzdrowiskową w mieście, co wpłynęło na późniejsze przeznaczenie wszystkich poniższych obiektów.

## Spis budynków
| Zdjęcie | Nazwa obiektu                                       | Status    | Historia |
| ------- | --------------------------------------------------- | --------- | --- |
|         | Pijalnia wód 1861                                   | Zabytek   | Pierwotnie pawilon muzyczny, od 1872 roku także pijalnia wód leczniczych. Od 1928 roku obiekt służył już wyłącznie jako rozlewnia wody solankowej. W 1994 roku, już po zaprzestaniu działalności uzdrowiska zaaranżowano tu kawiarnię „Letnią”. W 2011 roku z powodu złego stanu technicznego obiekt został wyburzony, a na jego miejscu postawiono nowy, nawiązujący do przedwojennego wyglądu pijalni wód w stylu chińskim. |
|         | Dom Zdrojowy 1862                                   | Zabytek   | Obiekt został wybudowany w stylu szwajcarskim (w konstrukcji szkieletowej) w 1862 roku przez Feliksa von Königsdorffa. W środku znajdowały się kabiny kuracyjne, pijalnia wód, kawiarnia, czytelnia, sala taneczna oraz kasyno. W latach 90. XX wieku obiekt przeszedł gruntowną modernizację i współcześnie spełnia funkcje kulturalne i gastronomiczne, mieszczą się tu m.in. restauracja i sala teatralna Miejskiego Ośrodka Kultury. |
|         | Szwajcarka 1862                                     | wyburzony | Budynek spełniał funkcje kwater dla kuracjuszy. Po II wojnie światowej znalazł się pod zarządem Przedsiębiorstwa Państwowego „Polskie Uzdrowiska” i funkcjonował jako Sanatorium nr 1 – pawilon „C”. W latach 70. XX w. budynek został rozebrany ze względu na zły stan techniczny. |
|         | Łazienki I 1862                                     | wyburzony | W okresie funkcjonowania uzdrowiska budynek stanowił jeden z trzech obiektów kuracji leczniczych. W 1949 roku został wyremontowany i jako „Zakład Przyrodoleczniczy Łazienki I” działał do roku 1968. Następnie, do lat 90. w obiekcie funkcjonowała rozlewnia wód mineralnych. Od 2001 roku mieścił się tu klub muzyczny. Ze względu na zły stan techniczny, budynek rozebrano w 2023 roku. |
|         | Willa Karola 1863                                   |           | Budynek wybudowany przez Aldofa Methnera, do 1929 roku służył jako pensjonat. Wówczas obiekt zakupił Tomasz Kowalczyk, urządzając w nim mieszkania. W czasie II wojny światowej, obiekt stanowił schronienie dla żołnierzy Armii Krajowej. Do lat 70. XX w., mieściła się tu apteka. Obecnie willa ma przeznaczenie usługowo-mieszkalne. |
|         | Willa Anna 1864                                     | Zabytek   | Willa, pierwotnie znana pod nazwą Anna-hof, pełniła funkcję pensjonatu dla kuracjuszy i siedziby sklepu kolonialnego Józefa Zahma, właściciela obiektu. W 1927 roku budynek nabył Robert Machler, który oprócz sklepu, prowadził tu mleczarnię i stację paliw. Po II wojnie światowej obiekt przeszedł na własność Gminnych Spółdzielni. Obecnie znajdują się tu mieszkania i lokale usługowe. |
|         | Hotel Hohenzollern 1864                             | Zabytek   | Pierwotnie Hotel Hohenzollern, od 1908 roku Fremdenheim, a w okresie II RP funkcjonował jako willa Betania. Po II wojnie światowej znalazł się pod zarządem Przedsiębiorstwa Państwowego „Polskie Uzdrowiska” i funkcjonował jako Sanatorium nr 1 – pawilon „B” a później jako „Sanatorium Mieszko”. Obecnie w budynku mieszczą się punkty usługowe i gastronomiczne. |
|         | Hotel Königsdorff 1864                              |           | Pierwotnie hotel i restauracja Königsdorff. W okresie II RP hotel im. generała Hallera. Po zakończeniu II wojny światowej obiekt wrócił do dawnych właścicieli, a w późniejszym okresie przeszedł remont i przebudowę. Od lat 90. XX wieku obiekt użyteczności publicznej. |
|         | Żydowski Zakład dla Dzieci 1890                     | Zabytek   | Przed wojną centrum życia żydowskiego w Jastrzębiu-Zdroju, mieszczące sanatorium dla dzieci, synagogę oraz biuro rabina Wilhelma Münza. Po podziale Górnego Śląska własność katolickiej Fundacji NMP pod nazwą „Dom św. Jacka”. W okresie PRL-u obiekt służył jako mieszkania pracownicze. Po remoncie w 1996 roku służy jako budynek użyteczności publicznej. |
|         | Betania I 1890                                      | wyburzony | Pierwszy obiekt leczniczy dla dzieci ewangelickich Betania, ufundowany przez gminę ewangelicką w Rybniku, składający się z dwóch jednakowych budynków. Po 1922 roku zarząd Betanii odsprzedał lecznicę Zakładowi Ubezpieczeń Społecznych. Obiekt rozebrano jeszcze przed II wojną światową. |
|         | „Marienheim” (Zakład Najświętszej Marii Panny) 1891 | Zabytek   | Dawniej zakład leczniczy dla dzieci katolickich prowadzony przez siostry Boromeuszki. Od 10 czerwca 1951 – rzymskokatolicki kościół parafialny pw. Najświętszego Serca Pana Jezusa. |
|         | „Josefsheim” (Dom św. Józefa) 1896                  | Zabytek   | Na działce podarowanej przez doktora Mikołaja Witczaka powstał w 1905 klasztor sióstr Boromeuszek, który istnieje do dzisiaj. Przed wojną znajdowały się w nim także pokoje gościnne dla kuracjuszy. |
|         | Betania III (Dąbrówka) 1905                         | Zabytek   | Przed wojną jeden z trzech zakładów leczniczych dla dzieci ewangelickich Betania. Po 1945 przejęty przez PP „Polskie Uzdrowiska” pod nazwami kolejno: Sanatorium nr 1 – pawilon „A” i Dąbrówka. Od lat 90. własność prywatna, mieszcząca hotel, restaurację i spa Dąbrówka. W bezpośrednim sąsiedztwie powstał pensjonat Willa Dąbrówka, nawiązujący stylem architektonicznym do budynku byłej Betanii. |
|         | Dom Aniołów Stróżów 1909                            | Zabytek   | Przed wojną sanatorium dla chłopców funkcjonujące w ramach Zakładu Marii. Od 1939 siedziba szkoły samochodowej dla młodzieży z Hitlerjugend. W 1948 obiekt przejął PCK, nadając mu nazwę „Caritas” i uruchamiając prewentorium dla dzieci. W 1950 uruchomiono w nim Kolejowe Sanatorium dla Dzieci, a w 1971 szpital kolejowy. W 2000 obiekt przejęty przez parafię NSPJ, która przeprowadziła jego gruntowny remont. Obecnie obiekt pozostaje niezagospodarowany. |
|         | Sanatorium Spółki Brackiej 1911                     | Zabytek   | Przed wojną Lecznica Spółki Brackiej, których pacjentami byli pracownicy śląskich kopalń i hut. Po wojnie sanatorium ZUS-u, a później Pawilon III Przedsiębiorstwa Państwowe Polskie Uzdrowiska aż do 1994. W latach 1998–2010 w obiekcie znajdowały się wydziały Uniwersytetu Śląskiego, a w latach 2010–2016 siedziba filii Akademii Górniczo-Hutniczej im. Stanisława Staszica w Krakowie. W budynku odbywały się także zajęcia Uniwersytetu Trzeciego Wieku. Od 2023 roku służy jako siedziba Galerii Historii Miasta.                                                                                 |
|         | Willa Masnówka 1912                                 | Zabytek   | Przed II wojną światową siedziba Zarządu Uzdrowiska, po 1945 roku budynek Zarządu Kąpielowego, a później mieszkanie doktora Masnego, który pełnił funkcję lekarza uzdrowiskowego w okresie PRL-u. Po remoncie zakończonym w 2006 roku znajduje się tu oddział Miejskiej Biblioteki Publicznej. W budynku mieszczą się też kawiarnia oraz galeria sztuki. Willa Masnówka stanowi stałe miejsce organizacji jastrzębskiego Festiwalu Filmu Niezależnego. |
|         | Łazienki II 1912                                    | Zabytek   | Przed II wojną światową jeden z trzech obiektów kuracji leczniczych. Po upaństwowieniu uzdrowiska w 1947 roku budynek podlegał PPU „Ustroń-Jastrzębie” i funkcjonował jako „Zakład Przyrodoleczniczy Łazienki II”. W 2002 roku budynek zmodernizowano, aby służył studentom Uniwersytetu Śląskiego. W latach 2010–2023 w budynku znajdowała się Galeria Historii Miasta. W roku 2023 rozpoczęto remont, po którym w obiekcie ma znajdować się Pałac Ślubów. |
|         | Willa Antonina 1920                                 | Zabytek   | Wybudowana w latach 20. jako prywatna willa Jana Dyrdy, została nabyta w kolejnej dekadzie przez uzdrowiskowego fizjoterapeutę Hajdera i nazwana na cześć jego żony, Antoniny. Do wybuchu II wojny światowej służyła pensjonariuszom uzdrowiska. W okresie PRL nieruchomość przeszła na własność państwa, znajdowały się w niej mieszkania socjalne. W 2017 roku budynek został zakupiony przez prywatnego inwestora, w 2023 roku przeszedł gruntowny remont. |
|         | Letnisko oficerskie 1926                            | wyburzony | Pierwotnie Letnisko Oficerskie dla 23. Dywizji Śląskiej, od 1938 roku Łazienki Parkowe. W czasie II wojny światowej, obiekt funkcjonował jako „Parkhotel”, a po jej zakończeniu jako Sanatorium „Górnik”. W 1992 obiekt przejęło miasto. W tym samym roku uchwalono, że zostanie sprzedany prywatnemu inwestorowi. W nocy z 3 na 4 lutego 1994 roku spłonął w niewyjaśnionych okolicznościach, po czym ruiny zostały rozebrane. |
|         | Łazienki III 1926                                   | Zabytek   | Przed wojną jeden z trzech obiektów kuracji leczniczych. Po upaństwowieniu uzdrowiska w 1947 budynek trafił pod zarząd Ministerstwa Zdrowia. Łazienki zostały odremontowane i oddane do użytku 1 czerwca 1949. Od tej pory do połowy lat 90. funkcjonowały pod nazwą „Zakład Przyrodoleczniczy Łazienki III”. Po likwidacji uzdrowiska, obiekt pozostawał niezaadoptowany, a jego stan techniczny nie pozwalał na jego użytkowwanie. W latach 2022–2023 budynek został gruntownie zmodernizowany, a w jego przestrzeniach urządzono siedzibę Galerii Sztuki Współczesnej oraz obserwatorium astrologiczne. |
|         | Willa Wanda 1927                                    |           | Do końca lat 30., mieściły się tu pokoje dla kuracjuszy i restauracja. Po II wojnie światowej, mieściły się tu biura dyrekcji wodociągów. Obecnie budynek jest własnością prywatną. |
|         | Muszla koncertowa 1928                              | Zabytek   | Amfiteatr, dawniej miejsce organizacji występów artystów goszczących w uzdrowisku. Obecnie w pobliżu muszli koncertowej organizowane są koncerty oraz miejskie przedsięwzięcia muzyczne. |
|         | Sanatorium im. Marszałka Józefa Piłsudskiego 1928   |           | Pierwotnie sanatorium, w czasie okupacji hitlerowskiej szpital wojskowy, po wojnie na krótko ponownie jako sanatorium. Od lat 50. Wojewódzki Zakład Rehabilitacyjny dla Dzieci Niepełnosprawnych. Obecnie Wojewódzki Szpital Rehabilitacyjny dla dzieci oraz przedszkole. Obiekt został gruntownie zmodernizowany w 2007 roku. |
|         | Willa Opolanka 1928                                 | Zabytek   | Budynek wzniesiony przez KKO Katowice, pierwotnie pensjonat wraz z lokalami usługowymi. W 1935 budynek nabyło SUiF Katowice przeznaczając go na pensjonat dla swoich pracowników, a po 1939 znajdowały się w nim koszary niemieckie. Od czasów powojennych budynek mieszkalno-usługowy. Od lat 80. do 2006 roku siedziba Sądu Rejonowego w Jastrzębiu-Zdroju. |
|         | Willa Europejska 1928                               | Zabytek   | Pierwszym właścicielem willi był Jan Gajda. W okresie okupacji niemieckiej zmieniono nazwę na „Hotel Europa”. Po zakończeniu II wojny światowej hotel został zamieniony na prewentorium dziecięce Zjednoczenia Przemysłu Maszyn Elektrycznych w Katowicach. W 1950 r. budynek przeszedł pod administrację sanatorium po chorobie Heinego-Mediny jako hotel pracowniczy. Od lat 90. obiekt użyteczności publicznej. |
|         | Willa Katowiczanka 1928                             |           | Budynek wzniesiony przez KKO Katowice. W 1935 zakupiony przez katowicki Magistrat i działał jako specjalistyczne sanatorium dla dzieci. W czasie II wojny światowej obiekt należał do NSV. W 1956 został przejęty przez PP „Polskie Uzdrowiska” i funkcjonował jako Sanatorium nr V. W latach 1973–2002 oddział położniczo-ginekologiczny Szpitala Miejskiego. Obecnie w ruinie. |
|         | Willa Emilia 1928                                   | Zabytek   | Pierwotnie obiekt prywatny „Willa Emilia”, od 1931 pensjonat Związku Kas Chorych Woj. Śląskiego. Po zakończeniu II wojny światowej budynek był pod zarządem huty Florian, a od lat 70. mieścił się w nim oddział dziecięcy Szpitala Miejskiego. Od 1996 budynek wraz z dawną willą Hoppenów stanowi siedzibę Urzędu Skarbowego. |
|         | Willa Hoppenów 1929                                 | Zabytek   | Przed wojną pensjonat prowadzony przez żydowską rodzinę Hoppenów. Po 1945, budynek był pod zarządem Centralnego Zarządu Przemysłu Hutniczego i funkcjonował jako dom dziecka, a od roku 1951 już jako pawilon sanatoryjny nr IV należał do PP „Polskie Uzdrowiska”. Od 1973 stacja Pogotowia Ratunkowego oraz Centralne Laboratorium Lecznictwa Stacjonarnego. Od 1996 budynek wraz z dawną willą Emilia stanowi siedzibę Urzędu Skarbowego. |
|         | Willa Łucja Lata 20.                                | Zabytek   | Od 1934 siedziba Urzędu Gminy i Okręgu Urzędowego Jastrzębie-Zdrój. Od 1956 znajdowała się tu Narodowa Rada Osiedlowa, a od 1963 Urząd Miasta oraz komenda Milicji Obywatelskiej oraz ORMO. W latach 1999–2010 w pomieszczeniach piwnicznych mieściła się Regionalna Izba Pamięci im. Rodziny Witczaków. Obecnie w budynku znajduje się zarząd osiedla Zdrój oraz biura. |
|         | Willa Teresa Lata 20.                               |           | Przed II wojną światową, budynek był własnością rodziny Karasków. Po 1945, pozostał w prywatnych rękach. Mieścił się tu zakład fotograficzny prowadzony przez rodzinę Białków. W latach 90. nieruchomość została sprzedana i poddana gruntownemu remontowi. Obecnie znajduje się tu hotel z restauracją, „Dom Retro”. |
|         | Willa Wojciech Lata 20.                             |           | Pierwotnym właścicielem obiektu był Wilhelm Ostrzołek, który prowadził w nim działalność handlowo-usługową. Po II wojnie światowej, budynek przeszedł na własność Spółdzielni Florian. Obecnie znajdują się w nim mieszkania oraz punkty usługowe. |
|         | Willa Jastrzębianka 1930                            | Zabytek   | Budynek wybudowany na początku lat 30. przez ówczesnego lekarza zdrojowego, dra Stanisława Typrowicza. Do wybuchu II wojny światowej służył jako pensjonat. Obecnie budynek użyteczności publicznej. |
|         | Willa Kałuży Lata 30.                               |           | Nazwana od nazwiska pierwszego właściciela, Augusta Kałuży. Po 1945 obiekt upaństwowiono i nazwano „Jastrzębianka”. W latach 50. służył jako dom wypoczynkowy FWP. W 1963 utworzono tu niektóre oddziały szpitala miejskiego, zamknięte w latach 90. W latach 2006–2010 obiekt służył jako siedziba ZODD AGH. Obecnie budynek jest niezagospodarowany. |
|         | Willa Franciszka Lata 30. XX wieku                  | Zabytek   | Budynek został wybudowany przez Jana Dyrdę, zaś nazwa willi pochodzi od imienia pani domu Franciszki Dyrdowej. W latach 50. budynek funkcjonował pod patronatem Funduszu Wczasów Pracowniczych. Od lat 90. obiekt użyteczności publicznej. |
|         | Willa Józefa Witczaka 1937                          |           | pierwotnie Willa Józefa Witczaka, polskiego prawnika i współwłaściciela jastrzębskiego uzdrowiska. Budynek został wzniesiony w 1937 roku w stylu amerykańskiego modernizmu. Do 1976 roku był własnością rodziny Witczaków, następnie przejęty przez lokalne władze PZPR stał się jednym z Domów Partii. W 1990 roku został przekazany nowo powstałej Państwowej Szkole Muzycznej i zaadaptowany na potrzeby dydaktyczne. Stałe miejsce organizacji międzynarodowych koncertów i festiwali muzycznych. |
|         | Sanatorium hut „Baildon” i „Pokój” 1938             |           | Zbudowane w stylu Bauhaus, otwarte w czerwcu 1939 sanatorium dla pracowników huty „Baildon” w Katowicach oraz huty „Pokój” w Nowym Bytomiu. Od 1963 do końca lat 90. Szpital Miejski. W latach 2004–2005 przeprowadzono gruntowny remont oraz dobudowano nową część, od 2006 roku siedzibę mają tutaj Sąd i Prokuratura Rejonowa w Jastrzębiu-Zdroju. |
|         | Rzeźba Duet 1965                                    |           | Rzeźba autorstwa Stanisława Słodowego, powstała na zlecenie dyrekcji KWK Moszczenica. Pierwotnie miała znajdować się na dziecińcu kopalni, jednak w wyniku porozumienia w właścicielami uzdrowiska, została ulokowana w Parku Zdrojowym. |
|         | Inhalatorium solankowe 2015                         |           | Wybudowana w 2015 roku drewniana promenada z inhalatorium solankowym, do którego sprowadzana jest solanka z Zabłocia. Obiekt użyteczności publicznej, wzorowany na istniejącej przed II wojną światową promenadzie. |